# Redman Pond
Der Redman Pond ist ein permanent zugefrorener Süßwassertümpel im ostantarktischen Viktorialand. Er ist im Vergleich zum nordwestlich von ihm gelegenen Rodriguez Pond der kleinere der beiden Tümpel, die westlich der Hoffman Ledge im Healy Trough in der als Labyrinth bezeichneten Ebene im Westen des Wright Valley liegen.
Das Advisory Committee on Antarctic Names benannte ihn 2004 nach Regina Redman vom United States Geological Survey, die zwischen 2003 und 2004 für das United States Antarctic Program im Labyrinth tätig war.